# Nicolae Lupescu
Nicolae „Culae” Lupescu (n. 17 decembrie 1940, București, România – d. 6 septembrie 2017, București, România) a fost un fotbalist și antrenor român de fotbal, care a jucat în echipa națională de fotbal a României la Campionatul Mondial de Fotbal din Mexic, din 1970, performanță pentru care în martie 2008 a fost decorat cu Ordinul „Meritul Sportiv” clasa a III-a. Este tatăl fotbalistului Ionuț Lupescu.

## Biografie
Nicolae Lupescu, sau „Culae”, cum era cunoscut de cei apropiați, s-a născut la București pe data de 17 decembrie 1940. A început fotbalul la Flacăra București, a jucat și la Olimpia București, dar cea mai mare parte a carierei și-a desfășurat-o la Rapid București, pe postul de fundaș dreapta, timp de 10 ani, între 1962 și 1972. Nicolae Lupescu este tatăl unui alt fotbalist român, al lui Ionuț Lupescu.
A murit la vârsta de șaptezeci și șase de ani la spitalul Fundeni dupa niste complicatii si este înmormântat la Cimitirul Bellu Catolic din Capitală.

## Caracteristici tehnice

### Jucător
Culae Lupescu a jucat pe două poziții, fundaș dreapta și libero. De asemenea, juca un rol important în ofensivă, fiind activ pe lateralele terenului unde ajuta la construcția jocului sau la diverse centrări, reușind să și marcheze în anumite meciuri. Avea o tehnică de lovire a balonului complexă, iar marcajul și menținerea flancului l-a caracterizat constant pe tot parcursul carierei sale profesionale.
A doua poziție, în care a jucat frecvent, a fost cea de libero. În această calitate, Culae avea rolul de a fi deliberat mai versatil întrucât presupune intervenția „apărătorului flotant,” atunci când mingea reușește să încalce linia defensivă desemnată. Această poziție este, în general, mai complexă decât cea a altor apărători, care își marchează frecvent, doar oponenții desemnați. Din acest motiv, uneori este denumit libero, care înseamnă „gratuit” în italiană.

## Carieră

### Jucător

#### Începutul carierei
A început fotbalul la echipa ICAR București. La vârsta de 18 ani ajunge să joace la echipa Flacăra Roșie București, unde joacă până în 1961, când este transferat la Olimpia București. După doar un sezon avea să ajungă la Rapid București, echipă cu care avea să scrie istorie în fotbalul românesc, activând ca un component de bază al echipei clubului din Giulesti, jucând pentru alb-vișinii continuu timp de zece ani.

#### Rapid Bucuresti
Venise la Rapid să câștige trofee, iar cel mai mult a alergat după Cupa României. Primele două finale pe care le-a jucat au fost tot atâtea înfrângeri. Și nu contra oricui, ci a rivalilor de la Steaua și de la Dinamo, alte două „bucureștene.”
Lupescu, alături de întreaga echipă a trăit însă marea bucurie a titlului din 1967, când „Zimbrul” Valentin Stănescu i-a condus pe vișinii spre un trofeu după care alergaseră „doar” 44 de ani.Cea mai importantă performanță a lui Nicolae Lupescu este câștigarea primului titlu din istoria Rapidului în sezonul 1966/67. A participat apoi în Cupa Campionilor unde a eliminat Botev Plovdiv după ce manșa tur o pierduse cu 2-0. A urmat Juventus, echipă cu care a pierdut greu, 1-0 la general.

#### Admira Wacker Wien
A jucat cinci sezoane în Austria, la echipa Admira Wacker Wien, înainte de a se retrage. După perioada petrecută în Austria, se întoarce în țară unde devine antrenor principal la Rapid (1978-1980). A urmat apoi Gloria Buzău (1983–1984), iar Rapid (1985–1986) și Progresul București (1988).

### Nationala
N-a fost un copil teribil al gazonului și poate tocmai de aceea a ajuns abia la 29 de ani să fie selecționat în echipa națională. Anii de trudă pe gazon i-au fost răsplătiți însă, în cele din urmă! Lupescu a câștigat 20 de selecții și a marcat două goluri pentru naționala României.
Și-a reprezentat cu cinste țara la Cupa Mondială FIFA 1970 și pentru participarea la acel turneu a fost decorat de Președintele României Traian Băsescu la 25 martie 2008 cu Ordinul „Meritul Sportiv” — (Medalia „Meritul Sportiv”) clasa a III-a.

## Palmares

### Jucător

#### Competiții naționale
- Campionatul Romaniei : 1

Rapid Bucuresti : 1966-1967
- Cupa României : 1

Rapid Bucuresti: 1971-1972

#### Competiții internaționale
- Cupa Balcanilor : 2

Rapid București : 1963–1964 , 1964–1966

## Statistici ale carierei
| Sezon   | Club                    | Țară    | Meciuri | Goluri |
| ------- | ----------------------- | ------- | ------- | ------ |
| juniori | Flacăra Roșie București | România | N/A     | N/A    |
| 1960/61 | Acad.Militară București | România | N/A     | N/A    |
| 1961/62 | Olimpia București       | România | N/A     | N/A    |
| 1962/63 | Rapid București         | România | 7       | 0      |
| 1963/64 | Rapid București         | România | 19      | 0      |
| 1964/65 | Rapid București         | România | 26      | 0      |
| 1965/66 | Rapid București         | România | 26      | 0      |
| 1966/67 | Rapid București         | România | 26      | 1      |
| 1967/68 | Rapid București         | România | 25      | 0      |
| 1968/69 | Rapid București         | România | 29      | 0      |
| 1969/70 | Rapid București         | România | 29      | 6      |
| 1970/71 | Rapid București         | România | 28      | 1      |
| 1971/72 | Rapid București         | România | 29      | 0      |
| 1972/73 | Admira Wacker Wien      | Austria | 22      | 2      |
| 1973/74 | Admira Wacker Wien      | Austria | 25      | 2      |
| 1974/75 | Admira Wacker Wien      | Austria | 35      | 3      |
| 1975/76 | Admira Wacker Wien      | Austria | 33      | 1      |
| 1976/77 | Admira Wacker Wien      | Austria | 19      | 1      |